# Gabino Ezeiza (premetro de Buenos Aires)
Gabino Ezeiza (anteriormente Avenida Coronel Roca) es una estación tranviaria del premetro que forma parte de la red de subterráneos de Buenos Aires. Pertenece al ramal que une la estación Intendente Saguier con la estación General Savio.

## Inauguración
Se inauguró el 27 de agosto de 1987, junto con las otras estaciones del Premetro.

## Ubicación
Se ubica en la intersección de las avenidas Larrazábal y Coronel Roca, en el límite entre los barrios porteños de Villa Lugano y Villa Riachuelo. Se encuentra en cercanías del Autódromo Oscar y Juan Gálvez.